# Dersca
Dersca is een Roemeense gemeente in het district Botoșani.
Dersca telt 3216 inwoners.